# Acheron (flod)
 Ikke at forveksle med kortfilmen Acheron
Acheron (oldgræsk: Ἀχέρων Acheron eller Ἀχερούσιος Acherousios ; græsk: Αχέροντας Acherontas ) er en flod beliggende i periferien Epirus i det nordvestlige Grækenland. Den er 52 kilometer lang, og dens afvandingsområde er 705 km2. Dens udspring er nær landsbyen Zotiko, i den sydvestlige del af den regionale enhed Ioanninas, og den løber ud i Det Joniske Hav i Ammoudia, nær Parga .
Acheron har også en fremtrædende plads i græsk mytologi, hvor den ofte er afbildet som indgangen til den græske underverden, hvor sjæle skal befordres over af Charon (selvom nogle senere kilder, såsom romerske digtere, tildeler denne rolle til floden Styx).

## Mytologi
I oldgræsk mytologi var Acheron kendt som "veens flod", og var en af de fem floder i den græske underverden. Ordet er af usikker etymologi.
De fleste historiske beretninger, inklusive Pausanias (10.28) og senere Dantes Inferno (3.78), skildrer Acheron som indgangen til underverdenen og skildrer Charon,der færger de dødes sjæle over den. Gamle græske litterære kilder – såsom Pindar, Aeschylus, Euripides, Platon og Callimachus – placer også Charon på Acheron. Romerske digtere, herunder Propertius, Ovid og Statius, navngiver floden som Styx, måske efter geografien af Virgils underverden i Æneiden , hvor Charon er forbundet med begge floder.
I de homeriske digte blev Acheron beskrevet som Hades flod hvori Cocytus og Phlegethon begge flød.
Den romerske digter Vergil kaldte den Tartarus' vigtigste flod, hvorfra både Styx og Cocytus udsprang. De nyligt døde ville blive fragtet over Acheron af Charon for at komme ind i underverdenen.
Sudaen beskriver floden som "et sted for helbredelse, ikke et sted for straf, udrensning og udrensning af menneskers synder".
Ifølge senere traditioner havde Acheron været en søn af Helios og enten Gaia eller Demeter, som var blevet forvandlet til Underverden-floden, der bar hans navn, efter at han forfriskede titanerne med drink under deres konkurrence med Zeus. 
Floden kaldet Acheron med de nærliggende ruiner af Necromanteion (de dødes oratorium) findes nær Parga på det græske fastland overfor Korfu. En anden gren af Acheron mentes at dukke op ved den acherusiske kappe (nu Karadeniz Ereğli i Tyrkiet ) og blev set af argonauterne ifølge Apollonius af Rhodos. Grækere, der slog sig ned i Italien, identificerede den Acherusiske sø, som Acheron flød ind i med Avernus-søen. Platon identificerede i sin Phaedo, Acheron som den næststørste flod i verden, kun overgået af Oceanus.
Han hævdede, at Acheron flød i den modsatte retning fra Oceanus under jorden under ørkensteder. Ordet bruges også lejlighedsvis for Hades selv. Virgil nævner Acheron med de andre helvedes floder i sin beskrivelse af underverdenen i Æneidens VI. I bog VII, linje 312  giver han Juno det berømte ordsprog, flectere si nequeo superos, Acheronta movebo : 'Hvis jeg ikke kan bøje himlens vilje, skal jeg flytte Helvede.' De samme ord blev brugt af Sigmund Freud som det dedikerende motto for hans banebrydende bog The Interpretation of Dreams, der figurerede Acheron som psykologisk underverden under det bevidste sind.
Acheron blev nogle gange omtalt som en sø eller sump i græsk litteratur, som i Aristophanes ' Frøerne og Euripides ' Alcestis .
I Dantes Inferno danner Acheron-floden grænsen til Helvede.

## Moderne referencer i populærkulturen
Navnet Acheron bliver brugt mange steder i moderne populærkultur, f.eks. som reference inden for Alien-filmene for planeten LV426 (hvor det styrtede rumvæsenfartøj, der indeholdt ansigtskrammerne, oprindeligt blev fundet). Planeten, der udelukkende var kendt for sin alfanumeriske betegnelse under den første film, blev navngivet som Acheron under efterfølgeren Aliens (1986).

## Navnebror
Acheron-søen i Antarktis er opkaldt efter den mytiske flod.
Flere skibe har fået navnet HMS Acheron.
Der er et vandløb ved navn Dry Acheron i Canterbury, New Zealand. 

## Galleri
- Acheron floden
- Truss-bro over Acheron-floden
- Pungmejserede over floden